# Андрей Чикатило
Андрей Романович Чикатило е съветски сериен убиец, роден в Украинска съветска социалистическа република, известен като „Канибала от Ростов“. Чикатило е обвинен за убийството и изнасилването на 53 души, предимно деца, в Руската СФСР за периода от 1978 до 1990 г.

## Ранни години
Чикатило е роден на 16 октомври 1936 г. в украинското село Яблочное с признаци за хидроцефалия. До 12-годишна възраст страда от напикаване, заради което е бит често от майка си. През 1943 г. се ражда сестра му. Детето явно е от друг баща, тъй като бащата Роман Чикатило по времето на зачатието е на фронта. 1944 г. Чикатило става ученик първи клас. Чикатило се справя добре в училище, но се проваля на изпита за прием в Московския университет. След като завършва военна служба през 1960 г., той се премества в Родионово-Несветаевски и работи там като телефонен инженер. През 1963 г. се жени и има син (Юрий, р. 1969) и дъщеря (Людмила, р. 1965). През 1971 г. получава научна степен в областта на литературата посредством задочни курсове и става учител в Новошахтинск. Той е беден учител, но остава на тази длъжност, местейки се от училище в училище, тъй като постоянно постъпват оплаквания за неприлични опити за физическо насилие от негова страна. През 1973 г. умира майка му.

## Начало на убийствата
През 1978 г. се премества в Шахти и извършва първото си сериозно престъпление. На 22 декември 1978 г. той изнасилва и убива 9-годишната Елена Закотнова. Въпреки че доказателствата сочат връзка между Чикатило и убийството, погрешно е арестуван Александър Кравченко и по-късно даден под съд. Той е накаран да направи самопризнания чрез мъчения и е екзекутиран заради убийството. Чикатило губи своята учителска работа през 1981 г. и започва работа в местна фирма.
Той не убива отново до 1981 г., но през 1982 г. жертвите са седем. Чикатило създава свой собствен стил, като заговаря по автобусни спирки и жп гари избягали от дома си деца или млади скитници, примамвайки ги да дойдат с него в близката гора, където обикновено жертвите намират смъртта си. През 1983 г. Чикатило не убива до юни, но до началото на септември умъртвява 4 души.
След като са намерени 6 тела (от общо 14) московската милиция решава да се намеси. В Ростов на Дон е изпратен разследващ екип, воден от майор Михаил Фетисов. Фетисов съсредоточава разследването в района около Шахти и назначава Виктор Бураков, съдебен лаборант химик, за главен следовател в тази област. Разследването се концентрира върху умствено неуравновесените и известните на него сексуални престъпници, като започва бавно и постепенно да ги залавя и изключва от списък на заподозрените. Милицията разширява периметъра на своето разследване все повече и повече. Взети са интервюта от над 150 000 души и впоследствие са съхранени в архиви, докато най-накрая милицията не се отказва от този подход. През 1984 г. жертвите наброяват 15. Решено е да се усилят мерките – да се увеличи броят на патрулите и да се разположат цивилни милиционери на много обществени транспортни спирки.

## Арест и освобождаване
Чикатило е разпознат, защото се държи подозрително на една автобусна спирка в Ростов. Той е арестуван и задържан. Установено е, че той е заподозрян за други престъпления, което юридически дава право на следователите да го задържат за неопределен срок от време. Разкрито е съмнителното минало на Чикатило, но то не е достатъчно, за да го осъдят за убийствата. Все пак той е признат за виновен и осъден на една година. Освободен е през декември 1984 г., след като прекарва три месеца в затвора.

## Следващи убийства и преследване
Чикатило си намира нова работа в Новочеркаск, но стои в сянка. Той не убива скоро никого, докато през август 1985 г. не умъртвява две жени в два отделни случая. Не се знае да е убивал отново до май 1987 г., когато убива младо момче. Той убива отново в Запорожие през юли и в Ленинград през септември.
Замиращото разследване е подновено в средата на 1985 г., когато Иса Костоев е назначен да води случая. Убийствата около Ростов са проучени обстойно за втори път и отново започва поредица от разпити на сексуалните престъпници в района. През декември 1985 г. милицията отново засилва охраната по жп гарите около Ростов. Чикатило е в течение на разследването и предвидливо се въздържа от престъпната си дейност.
През 1987 г. Чикатило подновява убийствата, като обикновено ги извършва далеч от околностите на Ростов. Той убива една жена в Красний Сулин през април и още 8 души през същата година, включително две жертви в Шахти. Отново има дълга пауза, докато Чикатило не възобновява своята дейност, убивайки седем момчета и две жени между януари и ноември 1990 г. Откриването на едно от телата близо до спирката в горското стопанство кара милицията да повиши бдителността си и да увеличи патрулите. На 6 ноември Чикатило убива и осакатява Света Коростик. Когато се връща от гората, той е спрян от милицията, но после е пуснат да си ходи. На 20 ноември 1990 г., след като поведението на Чикатило буди подозрение у милицията, по заповед на инспектор Иса Костоев той е арестуван. Между 30 ноември и 5 декември Чикатило се признава за виновен и описва петдесет и шест изнасилвания и убийства, извършени от него. Той признава, че е пиел от кръвта на жертвите си и е изяждал части от тях.

## Процес и екзекуция
Съдебният процес срещу него се състои на 14 април 1992 г. Въпреки неговото странно и смущаващо поведение съдът намира, че той е в състояние да издържи процеса. На процеса Чикатило казва: „Аз съм грешка на природата, един обезумял звяр!“. Процесът приключва през юли и присъдата е отложена за 15 октомври, когато той е намерен за виновен за извършването на 52 от 53-те убийства, и е осъден на смърт за всяко едно престъпление. Чикатило е разстрелян с изстрел в тила на 14 февруари 1994 г.
Грешките при разследването са поне две. Първо, случаят не е разгласен и хората не са осведомени за опасността, защото съветските органи на властта се страхували да стане ясно, че в СССР се случват подобни неща (а най-вероятно поради опасения от създаване на паника сред населението). Второ, липсата на комуникация между отделните милиционерски отдели довежда до некоординираност на действията. Допълнително усложнение се оказва неточното изследване през 1984 г. на кръвта на Чикатило, довело до неправилно определяне на кръвната група, оказала се по този начин различна от тази на спермата, открита в ануса на една от жертвите. Отречено е виждането, че различието е обусловено от много рядка физиологична аномалия.

## Чикатило в съвременната култура
- През 1995 г. излиза филмът „Гражданинът Хикс“, който разказва за разследването. В него участват Стивън Рий в ролята на Виктор Бураков и Доналд Съдърланд в ролята на Михаил Фетисов.
- През 2004 г. излиза филмът „Евиленко“, отчасти базиран на историята за Чикатило, с Малкълм Макдауъл в главната роля.
- През 2004 г. излиза и песента Ripper von Rostow на германската блек метъл група „Айсреген“, в която се описва убийството на Света Коростик.
- Някои от събитията са залегнали в основата на епизода Bloodlines от американския сериал „От местопрестъплението“, където сериен изнасилвач и убиец е освободен, защото ДНК-то от неговата кръв не съответства на това от спермата му.
- През 2008 – 2009 г. американската траш метъл група „Слейър“ записва и издава песента Psychopathy Red, посветена на Андрей Чикатило. Първоначално тя се появява като сингъл, а по-късно е включена в албума World Painted Blood.
- През 2009 г. шведската траш/дет метъл група Impious включва в албума си Death Domination песен, посветена на Чикатило, наречена Rostov Ripper.
- През 2015 г. излиза американско-английският трилър Child 44 („Дете 44“), който интерпретира случая „Чикатило“. Филмът е сниман по едноименния роман на английския писател Том Роб Смит, публикуван през 2008 г.
- През 2021 г. излиза сериалът „Чекатило“ на режисьора Сарик Андреасян с Дмитрий Нагиев в главната роля.